# Національна дорога 44 (Польща)
Національна дорога № 44 (пол. Droga krajowa nr 44, DK44) — національна дорога класу GP і G що проходить через Сілезьке та Малопольське воєводства. Це одна з п'яти доріг, разом із DW780, A4, DK79 та DK94, що з'єднують Верхню Сілезію з Краковом, а також найпівденніша зі згаданих. Оминає міську агломерацію Катовіце з півдня, сполучаючи Гливиці з Міколувом, Тихами, Берунем, Освенцимом і Краковом. Вона відіграє особливо важливу роль для міст, розташованих у західній Малопольщі, оскільки з'єднує їх із Верхньосілезьким промисловим районом. Територія, яку перетинає DK44, є індустріальною.

## Клас дороги
Дорога має параметри класу GP на ділянці Глівіце — Міколув — Тихи — Освенцім і параметри класу G на ділянці від Освенцима через Затор і Скавіну до Кракова.

## Допустиме навантаження на вісь
З 13 березня 2021 року на дорогах дозволено рух транспортних засобів з навантаженням на одну ведучу вісь до 11,5 тонн.

### До 13 березня 2021 року
У 2012–2021 роках на державну дорогу № 44 діяли обмеження щодо допустимого навантаження на одну вісь. У таблиці нижче наведено дані згідно з постановою 2017 року:
| Знак | Допустимий тиск | Епізод                                                                             |
| ---- | --------------- | ---------------------------------------------------------------------------------- |
| DK44 | до 10 тонн      | Ґлівіце (4 — розв'язка «Глівіце Сосниця») — Міколув — Тихи — Освенцим — Затор (28) |
| DK44 | до 8 тонн       | Затор (28) — Скавіна — Краків (4 — розв'язка «Краків Скавіна»)                     |

З 2012 по 2015 рр. що утворює перетин окремих ділянок дороги з різною несучою здатністю, був Освенцім.

## Дорожні розв'язки та перетини з важливими шляхами сполучення
Зараз цей маршрут перетинає автомагістраль A1, автомагістраль A4, національна дорога № 1, національна дорога № 81, національна дорога № 28 і швидкісна дорога S7. Крім того, цю дорогу перетинають 11 провінційних доріг, а в майбутньому цей маршрут перетне швидка дорога S1 (Берунь та Освенцим).

## Ширина траси
Маршрут має дві проїжджі частини в Міколові (спільна ділянка з національною дорогою № 81 і від перехрестя з DK81 до межі Міколува з Тихами) та в Тихах (на віадуку в Тихи-Вілковіє над залізничною колією, на перехресті з національна дорога № 1 та об'їзна Берунь Старий, побудована для заводу Fiat). Решта ділянок є однопроїзною з параметрами 1+1, 1+2 та 1+3, а ділянка Міколува DK44 має кілька небезпечних поворотів.

## Міста вздовж маршруту DK44
- Гливиці (A1, A4, DK78, DK88)
- Міколув (DK81, DW928)
- Тихи (S1, DK1, DK86)
- Берунь (DW934)
- Освенцим
- Затор (DK28)
- Скавіна (DW953)
- Краків (A4, DK7, DK75, DK79, DK94)